# Deutsche Entomologische Zeitschrift
Deutsche Entomologische Zeitschrift (ISSN 14351951) — немецкий энтомологический журнал для публикации научных исследований в различных областях науки о насекомых и некоторых других членистоногих (главным образом, по систематике, палеонтологии, эволюции и фаунистике). Один из старейших в мире энтомологических журналов.

## История
Основан в 1857 году как «Berliner Entomologische Zeitschrift» (в 1857—1874, 1881—1915 и 1920—1942 годах). В 1875—1880 публиковался как «Deutsche Entomologische Zeitschrift». Также выходил как
«Deutsche Entomologische Zeitschrift (Berlin)» в 1881—1943 годах; отделился от «Berliner Entomologische Zeitschrift», начиная с тома 25 (1881). И с 1954 года начала выходить новая серия журнала с новой нумерацией томов «Deutsche Entomologische Zeitschrift, N.F.». С 1998 года печатается с подзаголовком: "Mitteilungen aus dem Museum fur Naturkunde in Berlin». Как орган немецкого энтомологического общества («herausgegeben von der Deutschen Entomologischen Gesellschaft») значится с 1881 года. С 2005 года имеет подзаголовок «an international journal of systematic entomology».
Публикует статьи на немецком языке с 1881 года (издателем с того момента было Берлинское издательство Nicolai’sche Verlags-Buchandlung), а с 2005 — на английском языке (издательская фирма Wiley-VCH Verlag GmbH & Co. KGaA; Weinheim). Публикуется немецким энтомологическим обществом (Deutsche Entomologische Gesellschaft) и несколькими организациями (Deutsches Entomologisches National-Museum; Zoologisches Museum, Берлин; Humboldt-Universität zu Berlin. Museum für Naturkunde; Германия). Один из немногих старейших энтомологических журналов, сохранивших своё первоначальное название (наряду с такими как Annales de la Société Entomologique de France, Tijdschrift voor Entomologie, The Entomologist, Entomologist's Monthly Magazine).
Журнал публикует результаты научных исследований по таксономии, фаунистике, палеонтологии и сравнительной морфологии насекомых и некоторых других членистоногих. Материалы журнала реферируются и индексируются ведущими мировыми базами данных, в том числе: BIOBASE — Current Awareness in Biological Sciences (Elsevier); CABDirect (CABI), Cambridge Scientific Abstracts (CSA/CIG); Current Contents — Agriculture, Biology & Environmental Sciences (Thomson ISI); Embiology (Elsevier); Science Citation Index Expanded™ (Thomson ISI); SCOPUS (Elsevier); Web of Science (Thomson ISI); Zoological Record (Thomson ISI).
В 2011 году вышел 58-й том в новой серии.

## Редакционная коллегия
В состав редколлегии входят профессиональные учёные-энтомологи из разных стран мира:
- Главный редактор — Hannelore Hoch, Берлин, ФРГ
- Члены редколлегии — Prof. Dr. Holger H. Dathe, Müncheberg/Mark; Dr. Johannes Frisch, Berlin; Dr. Wolfram Mey, Berlin; Dr. Michael Ohl, Berlin; Prof. Dr. Alexey Solodovnikov, Copenhagen; Drs. Jan van Tol, Leiden; Dipl. Biol. Andreas Wessel, Berlin; Dr. Michael R. Wilson, Cardiff; Dr. Joachim Ziegler, Berlin.
- Консультативный совет — Univ. Prof. Dr. Ulrike Aspöck, Wien; Prof. Dr. Thierry Bourgoin, Paris; Prof. Dr. Athanasios Drosopoulos, Athen; Dr. Neal L. Evenhuis, Honolulu; Prof. Dr. Bert Hölldobler, Würzburg; Prof. Dr. James K. Liebherr, Ithaca, N.Y.; Prof. Dr. Alessandro Minelli, Padova; Prof. Dr. Rainer Willmann, Göttingen.[2]

## ISSN
- ISSN: 1435—1951 (print)
- ISSN: 1860—1324 (online)